# Влахина (Албания)
Влахина (алб. Vllahinë) — деревня и бывший муниципалитет в области Влёра на юго-западе Албании. В 2015 году в результате реформы самоуправления он стал подразделением муниципалитета Селеница (алб. Selenicë). По переписи населения 2011 года, население Влахины составляет 3111 человек.
В состав муниципального образования входят деревни Коцул, Мертирай, Реджепай, Хадерай, Малкекь, Гернец, Пете, Кропишт, Вежданишт, Пешкепи и Пенкове.